# Ljusdal (plaats)
Ljusdal is de hoofdplaats van de gemeente Ljusdal in het landschap Hälsingland en de provincie Gävleborgs län in Zweden. De plaats heeft 6100 inwoners (2005) en een oppervlakte van 530 hectare. De plaats ligt aan de rivier de Ljusnan.

## Sport
Van 1974 tot 2008 werd hier jaarlijks de Bandy World Cup gehouden.
- Ljusdals BK

## Verkeer en vervoer
Bij de plaats lopen de Riksväg 83 en Riksväg 84.
De plaats heeft een station aan de spoorlijnen Ånge - Storvik en Dellenbanan.

## Geboren
- Erik Hamrén (1957), voetballer en voetbalcoach
- Tobias Eriksson (1985), voetballer